# Añorbe
Añorbe és un municipi de Navarra, a la comarca de Puente la Reina, dins la merindad de Pamplona. Limita amb Ukar al nord, Tirapu a l'est, Eneritz a l'oest i Artajona al sud. És format pels barris de Bodega Vieja, Chantrea, Lagartegui i Iglesia.

## Demografia
| Evolució demogràfica                              | Evolució demogràfica | Evolució demogràfica | Evolució demogràfica | Evolució demogràfica | Evolució demogràfica | Evolució demogràfica | Evolució demogràfica | Evolució demogràfica | Evolució demogràfica | Evolució demogràfica |
| 1996                                              | 1998                 | 1999                 | 2000                 | 2001                 | 2002                 | 2003                 | 2004                 | 2005                 | 2006                 | 2007                 |
| ------------------------------------------------- | -------------------- | -------------------- | -------------------- | -------------------- | -------------------- | -------------------- | -------------------- | -------------------- | -------------------- | -------------------- |
| 401                                               | 395                  | 407                  | 445                  | 463                  | 452                  | 490                  | 510                  | 520                  | 531                  | 526                  |
| Fonts: Añorbe i Institut d'Estadística de Navarra |                      |                      |                      |                      |                      |                      |                      |                      |                      |                      |

## Història
El poblament d'aquesta zona, és molt antic. Existeixen restes arqueològiques des d'èpoques prehistòriques, i fins i tot un terme com Gazteluzar, que expressa en euskera l'existència d'un poblat o assentament, que encara no ha estat degudament estudiat. Es va desenvolupar durant l'edat mitjana, fins a arribar a ser un centre comarcal de certa importància respecte a les localitats veïnes. És municipi propi, independent del conjunt de Valdizarbe, des de mitjans del segle xix. En la segona meitat del segle xx, va descendir en nombre d'habitants, com tota la zona en la qual se situa. Aquesta tendència, s'ha detingut avui, mantenint una població bastant estable i fins i tot en lleuger creixement.

## Economia
Encara que avui una part important de la població treballa en activitats industrials, l'economia de la localitat ha estat fonamentalment agrícola. Posseïx una àmplia superfície de vinyers, sobretot al sud, entorn del terme de Las Nekeas, que comparteix amb altres localitats de Valdizarbe. En èpoques passades, va tenir certa importància una explotació salina al nord de la localitat.

## Personatges cèlebres
- Javier Vicuña Urtasun jugador de futbol
- Juan Beltrán de Leoz, religiós